# Wasserburg Weiherhof
Die Wasserburg Weiherhof ist eine abgegangene Wasserburg 750 Meter nordnordwestlich von Schloss Rickelshausen bei dem Ortsteil Böhringen der Stadt Radolfzell im baden-württembergischen Landkreis Konstanz.
Als Besitzer wurde 1919 die Familie Curtius genannt. Der Hof ging vermutlich aus der Wasserburg hervor. Von der ehemaligen Burganlage ist nichts erhalten. Der Hof ist in Privatbesitz.